# Arnasco
Arnasco är en ort och kommun i provinsen Savona i regionen Ligurien i Italien. Kommunen hade 610 invånare (2018).